# تال أبيرجل
تال أبيرجل Thal Abergel لاعب شطرنج فرنسي يحمل لقب أستاذ كبير.
- ولد في 13 أكتوبر 1982.
- حصل على لقب أستاذ كبير عام 2008.
- بلغ تصنيفه في مارس 2010 في الاتحاد الدولي للشطرنج 2547 نقطة.

## وصلات خارجية
- تال أبيرجل على موقع الاتحاد الدولي للشطرنج (الإنجليزية)
- تال أبيرجل على موقع مباريات الشطرنج (الإنجليزية)
- تال أبيرجل على موقع 365Chess.com (الإنجليزية)
- تال أبيرجل على موقع Chesstempo.com (الإنجليزية)
- تال أبيرجل على موقع الاتحاد الأمريكي للشطرنج (الإنجليزية)